# Amidei
Amidei es el nombre de una antigua familia noble de Florencia, Italia.
Según la tradición, los Amidei vinieron desde Roma, y habitan en Florencia desde su fundación, la familia posee propiedades cerca del Ponte Vecchio. En el centro de Florencia hay una torre de ladrillos construida en la Edad Media que lleva su nombre, la Torre de los Amidei.

## Historia
Los Amidei comenzaron la pelea entre güelfos y gibelinos. Esto ocurrió luego del asesinato de Buondelmonte por los Amidei, porque se casó con una mujer de la familia Donati en lugar de con una joven de la familia Amidei, a pesar de habérselo prometido. Por ello luego de su muerte en 1216 la ciudad de Florencia se dividió en dos bandos. 
Dante Alighieri escribe sobre esta familia en la Divina Comedia en el último volumen llamado "El Paraíso". Maquiavelo, Giovanni Villani y Dino Compagni también cuentan el episodio de Buondelmonte.

## Leyenda
La familia descendería de la familia de Cotius o Cozi, quien, de acuerdo a la leyenda, es descendiente de Gens Julia, familia de la que era parte Julio César. Los Amidei estaban emparentados con los Piccolomini a través de un tal Giulius Piccolominis Amideis, y tan pronto como se enteraron de que sus parientes descendían de los Gens Julia, decidieron llamar a uno de los suyos Enea Silvio Piccolomini, quien llegó a convertirse en el Papa Pío II, y su sobrino fue el Papa Pío III.
- Datos: Q470885
- Multimedia: House of Amidei / Q470885